# Велики Иван (језеро)
Велики Иван (рус. Большой Иван) слатководно је језеро глацијалног порекла смештено у североисточном делу Невељског рејона на југу Псковске области, односно на западу европског дела Руске Федерације. Заједно са језером Мали Иван, са којим је повезано природном протоком дужине око 1 km, чини јединствену језерску формацију Иван језера укупне површине око 18 км².
Преко реке Балаздињ, отоке језера Мали Иван повезано је са басеном реке Ловата, и припада басену реке Неве и Балтичког мора. На западу је повезано са језером Каратај краћом протоком дужине 1,2 km.
Акваторија језера обухвата површину од око 15,4 км², максимална дубина језера је до 15 метара, док је просечна дубина око 4,2 метра.